# Stazione di Campochiaro
La stazione di Campochiaro è una stazione ferroviaria della ferrovia Campobasso-Isernia che serviva il comune di Campochiaro.

## Storia
La stazione venne soppressa, insieme ad altri impianti della linea, il 15 dicembre 2001.